# Te elegiría otra vez
Te elegiría otra vez es una comedia romántica teatral escrita y dirigida por Sara Escudero con la codirección estelar de Goyo Jiménez. Es una obra con una puesta en escena muy particular. Ni la sucesión de escenas ni los personajes son lineales y/o habituales. Además, la obra juega con la ruptura de la cuarta pared a menudo.
El preestreno de la obra fue el 26 de mayo en el Teatro Alfil de Madrid. 
La obra se estrenó por primera vez el 29 de mayo en el Teatro Alfil de Madrid.
A finales de junio la propia Sara Escudero comienza a actuar en el papel de Olvido y Nacho Bergaretxe en el papel de Arturo, al salir de la obra Camino Rubio y Bernabé Fernández.
La obra se compone de varios actos no bien diferenciados ya que las escenas se van sucediendo sin cortes. Los personajes van viviendo situaciones de pareja a lo largo del tiempo, mostrando que ninguno nace sabiendo, que no siempre se tienen las cosas claras, que las personas son contradictorias y que repiten conducta por naturaleza, por su la condición de humanos.
El peso de la escenografía recae en las propias situaciones, en los propios actores que, a pesar de que cada uno represente a un personaje, simbolizan, a la vez, una parte concreta de alguno de los otros: el lado macarra que no se quiere tener, el lado femenino o masculino al que hombres y mujeres no suelen hacer mucho caso... Todo en tono de humor.